# Підгірцівська сільська рада (Стрийський район)
Підгірцівська сільська рада — орган місцевого самоврядування у Стрийському районі Львівської області. Адміністративний центр — село Підгірці.

## Загальні відомості
Водоймища на території, підпорядкованій даній раді: річка Стрий, Бережниця, Жижова.

## Населені пункти
Сільській раді підпорядковані населені пункти:
- с. Підгірці
- с. Верчани
- с. Комарів
- с. Ярушичі

## Склад ради
Рада складається з 14 депутатів та голови.

### Керівний склад попередніх скликань
| ПІБ                     | Основні відомості                                                                                      | Дата обрання | Дата звільнення |
| ----------------------- | --- | ------------ | --------------- |
| Бас Дмитро Євстахійович | Сільський голова, 1971 року народження, безпартійний                                                   | 26.03.2006   | 31.10.2010      |
| Бас Дмитро Євстахійович | Сільський голова, 1971 року народження, освіта середня загальна, член політичної партії «Наша Україна» | 31.10.2010   | 05.11.2015      |

Примітка: таблиця складена за даними джерела